# Chet Culver
Chester John "Chet" Culver (Washington, DC, 25 de janeiro de 1966) é um político dos Estados Unidos da América, foi governador de Iowa. É filiado no Partido Democrata.